# Serafin (Nikitin)
Serafin, imię świeckie Władimir Mironowicz Nikitin (ur. 19 czerwca?/2 lipca 1905 w Petersburgu, zm. 22 kwietnia 1979) – rosyjski biskup prawosławny.

## Życiorys
W 1928 ukończył w Leningradzie studia na kierunku architektura. W czasie II wojny światowej walczył w Armii Czerwonej. Do stanu duchownego wstąpił w listopadzie 1951, przyjmując święcenia diakońskie z rąk metropolity leningradzkiego i nowogrodzkiego Grzegorza. Ten sam duchowny udzielił mu w tym samym roku święceń kapłańskich i skierował do pracy duszpasterskiej w soborze Przemienienia Pańskiego w Leningradzie. W 1958 ukończył w trybie zaocznym studia teologiczne w Leningradzkiej Akademii Duchownej. Od 1961 do 1962 był proboszczem cerkwi cmentarnej św. Mikołaja w Leningradzie. 20 czerwca 1962 złożył wieczyste śluby mnisze, zaś 1 lipca został archimandrytą.
8 lipca 1962 miała miejsce jego chirotonia na biskupa kurskiego i biełgorodzkiego, w której jako konsekratorzy wzięli udział metropolita leningradzki i ładoski Pimen, arcybiskup jarosławski i rostowski Nikodem, arcybiskup możajski Leonid, biskup dmitrowski Cyprian oraz biskup talliński i estoński Aleksy II. W 1968 otrzymał godność arcybiskupią. Od 1971 był metropolitą krutickim i kołomieńskim. Z katedry odszedł w 1977 z powodu pogorszenia stanu zdrowia (przeszedł zawał serca), na własną prośbę. Zmarł dwa lata później w czasie Świętej Liturgii w dniu Paschy.
W raportach Urzędu ds. Wyznań Serafin (Nikitin) wymieniany jest jako jeden z najbardziej lojalnych wobec władz radzieckich hierarchów Rosyjskiego Kościoła Prawosławnego, podporządkowujący się „we wzorowy sposób” zarządzeniom ograniczającym działalność Cerkwi, dyscyplinujący na każde żądanie Urzędu duchownych uznanych za nielojalnych. W 1974 poparł wydalenie z ZSRR Aleksandra Sołżenicyna, co spotkało się z protestami części duchowieństwa rosyjskiego służącego na zachodzie Europy (w tym biskupa brukselskiego Bazylego i londyńskiego Antoniego).